# Katmandu
Katmandu (nepalsko काठमांडौ, latinizirano: Kāṭhmāṇḍau, nevarsko येँ महानगरपालिका, prejšnje ime Kantipur) je glavno mesto Zvezne demokratične republike Nepal in je največja aglomeracija v Katmandujski dolini. Leta 2011 je imelo metropolitansko območje 975.453 prebivalcev in meri 49,45 km². Je tudi sedež SAARC (Južnoazijskega združenja za regionalno sodelovanje).
Mesto ima bogato zgodovino, ki sega skoraj 2000 let v preteklost, kot izhaja iz najdenih napisov v dolini. Verske in kulturne svečanosti tvorijo pomemben del življenja ljudi, ki prebivajo v Katmanduju. Večina ljudi v Katmanduju je hindujcev, mnogi drugi so budisti. Obstajajo ljudje drugih verskih prepričanj, kar daje Katmanduju svetovljansko kulturo. Nepalščina je najpogosteje govorjen jezik v mestu. Angleščino razumejo izobraženi prebivalci. 
Katmandu je bil 25. aprila 2015 opustošen od potresa z magnitudo 7,8  Mw ali 8,1 Ms (Surface wave magnitude) od največ 9 po Mercallijevi lestvici. Njegov epicenter je bil vzhodno od okrožja Lamjung in hipocenter na globini približno 8,2 km. Ubitih je bilo več kot 9000 ljudi in ranjenih več kot 23.000. To je bila najhujša naravna nesreča do potresa leta 1934. 

## Toponim
Mesto Katmandu je poimenovano po templju Kasthamandap, ki je stal na trgu. V sanskrtu Kastha (काष्ठ) pomeni "les" in Mandap (/ मण्डप) pomeni "pokrito zavetje". Ta tempelj, znan tudi kot Maru Satal (v jeziku newar), je bil zgrajen leta 1596, po naročilu kralja Laxmi Narsingh Malla. Dvonadstropna zgradba je bila v celoti izdelana iz lesa, brez železnih žebljev in podpor. Po legendi je bil ves les za izgradnjo pagode, pridobljen iz enega samega drevesa. Struktura je v potresu v aprilu 2015 žal propadla.
V kolofonu starodavnih rokopisov, datiranem šele v 20. stoletju, se Katmandu nanaša na Kasthamandap Mahanagar v Nepal Mandala (Nepal Mandala (devanagari: नेपाल मण्डल) je starodavna konfederacija v znamenju kulturnih, verskih in političnih meja, ki leži v današnjem osrednjem Nepalu. Sestoji iz doline Katmanduja in okoliških območjih.) Mahanagar pomeni "veliko mesto". Mesto se imenuje "Kasthamandap" v zaobljubi budističnih duhovnikov, ki jo recitirajo še danes. Tako je Katmandu znan tudi kot Kasthamandap. V srednjem veku je bilo mesto včasih imenovano Kantipur (कान्तिपुर). To ime izhaja iz dveh sanskrtskih besed - Kanti in pur. "Kanti" je eno izmed imen boginje Lakshmi in "pur" pomeni kraj.
Med avtohtonimi Newarci je Katmandu znan kot Yen Desa (येँ देश), v Patanu ter Bhaktapurju je znan kot Yala Desa (यल देश) in Khwopa Desa (ख्वप देश). "Yen" je krajša oblika Yambu (यम्बु), ki je prvotno navedeno za severno polovico Katmanduja.

## Zgodovina
Arheološka izkopavanja v delih Katmanduja so dala dokaze o starodavnih civilizacijah. Najstarejša najdba je kip, ki so ga našli v Maligaonu in je datiran v leto 185. Izkopavanja Dhando Chaitya so odkrila opeko z napisom v brahmi pisavi. Arheologi menijo, da je stara dva tisoč let. Kamniti napisi so vseprisotni element na območjih dediščine in so ključni viri za zgodovino Nepala. 
Najzgodnejša omemba zahodnjakov v Katmandu se pojavi o jezuitskih očetih Johannu Grueberju in Albertu d'Orvilleu. Leta 1661 sta šla skozi Nepal na poti iz Tibeta v Indijo in sta poročala, da sta dosegla »Cadmendu, prestolnico Kraljevine Necbal«.

### Starodavna zgodovina
Starodavna zgodovina Katmanduja je opisana v tradicionalnih mitih in legendah. Po navedbah Swayambhu Purana - budističnih spisih, je bilo v preteklosti v Katmanduju jezero imenovano Nagdaha. Jezero je izsušil bodhisatva Manjusri, ki je ustanovil mesto imenovano Manjupattan in uvedel Amitābha za vladarja dežele. 
Kotirudra Samhita od Šiva Purana, poglavje 11, šloka 18, se sklicuje na mesto kot Nayapala, ki slovi po svoji Pašhupati Šivalingi. Ime Nepal verjetno izvira iz tega mesta Najapala.
Zelo malo zgodovinskih zapisov obstaja iz obdobja pred srednjeveškimi vladarji rodbine Licčavidi. Po Gopalraj Vansawali, genealoških zapisih o nepalskih monarhih, so vladarji Katmandujske doline pred Licčavidi bili Gopali, Mahispali, Aabhirsi, Kiranti in Somavanši. Kralj Yalamber je bil ustanovitelj rodbine Kirata. V tem času je naselje imenovano Yambu obstajalo v severni polovici starega Katmanduja. V nekaterih kitajsko-tibetanskih jezikih se Katmandu še vedno imenuje Yambu. Drugo manjše naselje Yengal je bilo v južni polovici starega Katmanduja, v bližini Manjupattana. V času vladavine sedmega Kirata vladarja, Jitedastija, so budistični menihi v dolini Katmanduja ustanovili gozdni samostan pri Sankhu.

### Srednjeveška zgodovina

#### Obdobje Licchavidov
Licčavidi so se iz indo-gangeške ravnine selili proti severu in premagali Kirate ter ustanovili rodbino Licčavi. V tem času, po genocidu nad Šakji (klan med (1750–500 pr. n. št.) v Lumbini (danes romarsko središče), so se pod vodstvom Virudhaka preživeli selili proti severu in ustanovili gozdni samostan v Sankhuju, zamaskiran kot Kolijas. Iz Sankhuja so se preselili v Yambu in Yengal (Lanjagwal in Manjupattan) in ustanovili prvi stalni budistični samostan v Katmanduju. To je bila podlaga za Newar budizem (tantrični budizem), ki je edini preživel in temelji na sanskrt budistični tradiciji na svetu. Z njihovim prihodom so Yambu imenovali Koligram in Yengal Dakshin Koligram.
Sčasoma je Licčavidski vladar Gunakamadeva združil Koligram in Dakshin Koligram in ustanovil mesto Katmandu. Mesto je zasnovano v obliki Chandrahrasa, mandžušrijskega meča. Mesto je bilo obdano z osmimi vojašnicami, varovano z Ajimami (skupina boginj v nevarskem panteonu). Ena od teh vojašnic je še vedno v uporabi pri Bhadrakali (pred trgom palače Singha Durbar). Mesto je bilo pomembna tranzitna točka v trgovini med Indijo in Tibetom in se je zato precej razširilo. Opise stavb, kot so Managriha, Kailaskut Bhawan in Bhadradiwas Bhawan so našli ohranjene v zapisih potnikov in menihov, ki so živeli v tem obdobju. Na primer, slavni kitajski popotnik iz 7. stoletja, Xuan Zang, je opisal Kailaskut Bhawan, palačo licčavidskega kralja Amšuverma. Trgovska pot je pripeljala tudi do kulturne izmenjave. Spretnost Newarcev, avtohtonih prebivalcev doline Katmanduja, je v tem obdobju postala zelo iskana, tako v dolini kot skozi Visoko Himalajo. Newarski umetniki so veliko potovali po vsej Aziji, kjer so ustvarjali versko umetnost za svoje sosede. Na primer, Araniko je vodil skupino rojakov, umetnikov, skozi Tibet in na Kitajsko. Bhrikuti, nepalska princesa, se je poročila s tibetanskim kraljem Songcen Gampom, kar je bilo ključnega pomena za uvedbo budizma v Tibet.

#### Obdobje Malla
Obdobju Licchavidov je sledilo obdobje Malla. Vladarji iz Tirhuta (starodavna Mithila v Indiji) so, ko so jih napadli muslimani, pobegnili proti severu do Katmandujske doline. Bili so poročeni s kraljevsko hišo Nepali in to je privedlo do obdobja vladavine Malla. V zgodnjih letih te dobe je bilo burno, z racijami in napadi Kasov in turških muslimanov. Doletel jih je tudi uničujoč potres, ki je zahteval življenja tretjine prebivalstva Katmanduja, vključno s kraljem Abhaya Malla. Ta nesreča je pripeljala do uničenja večine arhitekture iz obdobja Licchavidov (kot Mangriha in Kailashkut Bhawan) in izgubo literature, zbrane v različnih samostanih po mestu. Kljub začetni stiski, se je Katmandu povečal in bil ponovno uspešen večino obdobja Malla. Prevladovala je trgovina med Indijo in Tibetom. Nepalska valuta je postal standardna valuta v trans-himalajski trgovini.
V kasnejšem obdobju Malla, so bila v Katmandujski dolini štiri utrjena mesta: Kantipur, Lalitpur, Bhaktapur in Kirtipur. Služila so kot prestolnice Malla konfederacije Nepala. Te državice so tekmovale med seboj v umetnosti, arhitekturi, estetiki in trgovini, kar je povzročilo velik razvoj. Kralji so v tem obdobju neposredno vplivali ali sami sodelovali pri gradnji javnih stavb, trgov in templjev, kot tudi razvijali vodooskrbo, institucionalizirali družbo (guthis), kodificirali zakonodajo, pisale so se drame in na mestnih trgih so se igrale igre. Dokaze o prihodu idej iz Indije, Tibeta, Kitajske, Perzije in Evrope je med drugim mogoče najti v kamnitih napisih iz časa kralja Pratap Malla. Iz tega obdobja so našli knjige, ki opisujejo njihovo tantrično tradicijo (npr. Tantrakhyan), zdravilstvo (npr. Haramekhala), vero (npr. Mooldevšašidev), pravo, moralo in zgodovino. Najden je bil Amarkoš, sanskrtsko-nepal Bhasa slovar iz leta 1381. Arhitekturno pomembne stavbe iz tega obdobja so Katmandujski kraljevi trg, Patanski kraljevi trg, Bhaktapurski kraljevi trg, nekdanji trg Kirtipur, templja Nyatapola, Kumbhešvar, tempelj Krišne in drugi.

### Modernna doba

#### Zgodnja vladavina dinastije Shah
Kraljestvo Gurkov je končalo Malla konfederacijo po bitki pri Katmanduju leta 1768. To je zaznamovalo začetek moderne dobe v Katmanduju. Bitka pri Kirtipurju je bila začetek Gurkovske osvojitve Katmandujske doline. Katmandu je bil določen za glavno mesto Gorkha cesarstva in ta sam se je poimenoval Nepal. V začetku tega obdobja je Katmandu ohranil svojo značilno kulturo. Stavbe z značilno nepalsko arhitekturo, kot je devet nadstropni stolp Basantapur, so bile zgrajene v tem obdobju. Vendar pa se je trgovina zmanjšala zaradi neprestanih vojn s sosednjimi narodi. Bhimsen Thapa je podpiral Francijo proti Veliki Britaniji. To je privedlo do razvoja sodobnih vojaških struktur, kot so sodobne vojašnice v Katmanduju. V tem obdobju je bil zgrajen devet nadstropni stolp Dharahara.

#### Vladavina Ranov
Vladavina Ranov se je v Nepalu začela s pokolom Kot (nepalščina: कोत पर्व) 14. septembra 1846, ko so Jung Bahadur Rana in njegovi bratje ubili okoli 40 članov nepalskega dvora, vključno s predsednikom vlade in sorodniki kralja, Chautariya Fateh Jung Shah, v palačni orožarni (kot) v Katmanduju. To je privedlo do izgube moči kralja Rajendra Bikram Shaha in družine Shah, ki ga je nasledil Surendra Bikram Shah in ustanovitev Rana avtokracije.
Drug pokol, pokol Bhandarkhal, so izvedli Kunwar in njegovi privrženci. V času režima Rana, se je Katmandu premaknil iz anti-britanskega v zavezništvo z Britanijo. To je pripeljalo do izgradnje prvih stavb v slogu zahodne evropske arhitekture. Najbolj znana od teh stavb so palača Singha Durbar, Vrt sanj, Shital Niwas in stara palača Narayanhity. Prav v tem obdobju Prva sodobna cesta je bila v Katmandujski dolini zgrajena Nova cesta. V tem obdobju so bile zgrajeni tudi Trichandra kolidž (prvi kolidž v Nepalu), Durbar šola (prva sodobna šola v Nepalu) in bolnišnica Bir (prva bolnišnica v Nepalu). Vladavina Rana je bila zaznamovana s tiranijo, razuzdanostjo, gospodarskim izkoriščanjem in verskim preganjanjem. 

## Geografija
Katmandu leži v severozahodnem delu Katmandujske doline, severno od reke Bagmati in pokriva površino 50,67 kvadratnih kilometrov. Povprečna nadmorska višina je 1400 m. Mesto je neposredno zamejeno z več drugimi občinami v dolini. Južno od reke Bagmati leži Lalitpur sub-metropolitansko mesto (zgodovinski Patan), s katerim danes predstavlja eno urbano območje obdano z obvoznico, na jugozahodu je občina Kirtipur in na vzhodu Madyapur Thimi. Na severu se urbano območje razteza na več Vaških razvojnih odborov (Nepali: गाउँ विकास समिति; gāun bikās samiti). Vendar pa je urbana aglomeracija daleč presega sosednje občine in skoraj pokriva celotno dolino.
Katmandu je razkosan z osmimi rekami, glavna reka doline je Bagmati in njeni pritoki, od katerih so največji Bišnumati, Dhobi Khola, Manohara Khola, Hanumant Khola in Tukuča Khola. Gore, od koder te reke izvirajo so v območju nadmorskih višin med 1500-3000 metri, gore imajo prelaze, ki zagotavljajo dostop do in iz Katmanduja v njegovo dolino.  Nekoč je tekel od gore Nagarjuna skozi Balaju do Katmanduja starodavni prekop, ki je zdaj opuščen.
Katmandu in njegova dolina sta v Listopadni monsunski gozdni coni (višinskem območju 1200-2100 metrov), eni od petih vegetacijskih con opredeljenih v Nepalu. Prevladujoča drevesna vrsta na tem območju so hrast, brest, bukev, javor in druge, z iglavci na višjih nadmorskih višinah. 

### Uprava
Katmandu in sosednja mesta so sestavljena iz sosesk, ki so uporabljene dokaj obširno in jih bolj poznajo domačini. Uradno pa je mesto administrativno razdeljeno na 35 okrajev, s številkami od 1 do 35.

### Katmandujska aglomeracija
Katmandujska aglomeracija še ni bila uradno definirana. Mestno območje doline Katmanduja je razdeljeno med tri različne okoliše, ki segajo malo dlje pod rob doline, razen proti južnemu delu, ki ima razmeroma majhno populacijo. Imajo tri najvišje gostote prebivalstva v državi. V okrožjih ležijo Vaški razvojni odbori (VRO kraji), 3 občine (Bhaktapur, Kirtipur, Madhyapur Thimi), 1 sub-metropolitansko mesto (Lalitpur) in 1 metropolitansko mesto (Katmandu). Nekatera okrožja imajo pododdelke, zakonite gosto poseljene vasi, na primer Gonggabu VRO je zabeležil gostoto več kot 20.000 ljudi / km². (2011 popis). V spodnji tabeli so podatki opisujejo okrožja, ki so del strnjenega naselja:
| Administratino enota (nepalščina:Nepali, जिल्ला; jillā) | Površina (km²) | Populacija (2001) | Populacija (2011) | Gostota prebivalstva (/km²) |
| ---------------------------------------------------- | -------------- | ----------------- | ----------------- | --------------------------- |
| okrožje Katmandu                                     | 395            | 1.081.845         | 1.740.977         | 4408                        |
| okrožje Lalitpur                                     | 385            | 337.785           | 466.784           | 1212                        |
| okrožje Bhaktapur                                    | 119            | 225.461           | 303.027           | 2546                        |
| aglomeracija Katmandu                                | 899            | 1.645.091         | 2.510.788         | 2793                        |

### Podnebje
Pet glavnih podnebnih regij je v Nepalu. Od teh je Katmandujska dolina v toplem zmernem pasu, kjer je podnebje dokaj zmerno in netipično za regijo. Tej coni sledi hladen zmerni pas z višinami med 2100-3300 metri. Po Köppnovi podnebni klasifikaciji, imajo deli mesta z nižjo nadmorsko višino vlažno subtropsko podnebje (Cwa), medtem ko imajo deli mesta z višjimi legami na splošno subtropsko planinsko podnebje. V dolini Katmanduja se povprečna poletna temperatura giblje od 28 - 30 °C, povprečna zimska temperatura je 10,1 °C.
Padavine večinoma sledijo monsunu (približno 65 % od skupnih padavin pade med monsunskimi meseci od junija do avgusta) in so bistveno manjše (od 100 do 200 cm) od vzhodnega do zahodnega Nepala. Povprečje za mesto Katmandu je 1407 milimetrov. Povprečna vlažnost je 75%.

## Demografija
Katmandu ima urbani svetovljanski značaj najbolj naseljenega mesta v Nepalu, s 671.846 prebivalci v ožjem mestu, ki živijo v 235.387 gospodinjstvih, po popisu prebivalstva iz leta 2001.  Po podatkih iz leta 2011 je celotno prebivalstvo mesta Katmandu 975.543. 70 % celotnega prebivalstva s stalnim prebivališčem v Katmanduju so stari med 15 in 59. let.

### Etnične skupine
Največje etnične skupine so Nevarci (29,6 %), Matwali (25,1 % Sunuwar, Gurung, Magar, Tamang, itd), Khas Brahminsi (20,51 %) in Chettrisi (18,5 %). Tamangi izvirajo iz okoliških vzpetin okrožja. Od nedavna so prisotne tudi druge hribovske etnične skupine in kaste iz Taraija. Glavni jeziki so nepalščina, nepal bhasa, angleščino razume približno 30 % ljudi. Glavni religiji sta hinduizem in budizem.
Jezikovni profil Katmanduja je doživel drastične spremembe v času vladavine dinastije Shaha, ki je nastal zaradi močne pristranskosti proti brahministični kulturi. Jezik sanskrt so zato imeli raje in ljudi so spodbujali, da se ga naučijo tudi z obiskovanjem sanskrtskih učnih centrov v Tarai. Sanskrtske šole so bile posebej ustanovljene v Katmanduju in v regiji Tarai za vzgojo tradicionalne hindujske kulture in prakse, ki izvira iz Nepala.

## Gospodarstvo
Lega in morfologija Katmanduja sta igrala pomembno vlogo pri razvoju stabilnega gospodarstva, ki se razteza več tisočletij. Mesto leži v stari jezerski kotlini, z rodovitno zemljo in ravnim terenom. Ta geografija je sooblikovala družbo, ki temelji na kmetijstvu. To, v kombinaciji z lego med Indijo in Kitajsko, je v preteklih stoletjih pomagalo vzpostaviti Katmandu kot pomembno trgovsko središče. Trgovina je starodavna dejavnost, ki je cvetela skupaj krakom Svilne ceste, ki je povezovala Indijo in Tibet. V preteklih stoletjih so newarski trgovci iz Katmanduja izvajali trgovino čez Himalajo in prispevali k širjenju umetniških slogov in budizma po vsej Srednji Aziji. Druge panoge so tradicionalno poljedelstvo, predelava kovin, lesene rezbarije, barvanje, tkanje in lončarstvo.
Katmandu je najbolj pomembno industrijsko in trgovsko središče v Nepalu. Nepalska borza, sedež nacionalne banke, Gospodarska zbornica, kakor tudi glavni uradi nacionalnih in mednarodnih bank, telekomunikacijske družbe, organi za električno energijo, in različne druge nacionalne in mednarodne organizacije se nahaja v Katmanduju. Glavna ekonomska vozlišča so New Road, Durbar Marg, Ason in Putalisadak.
Gospodarska moč samega metropolitanskega območja, je vredna več kot eno tretjino nacionalnega BDP. Katmandu izvaža izdelke umetne obrti, umetniška dela, oblačila, preproge, pašmino, papir. Oblačila in volnene preproge so najbolj opazni proizvodni izdelki. Drugi gospodarski sektorji v Katmanduju so kmetijstvo (9 %), izobraževanje (6 %), prevoz (6 %), gostinske in nastanitvene storitve (5 %). Katmandu je znan po lokta papirju (ročno izdelan papir) in pašmina šalih (pašmina je nafinejša kašmirska volna).

### Turizem
Turizem je še ena pomembna industrija v Nepalu. Ta industrija se je začela okoli leta 1950, kot je politična elita v državi spremenila in končala izoliranost države od ostalega sveta. Leta 1956 je bilo zgrajeno letališče in začela se je graditi avtocesta Tribhuvan, med Katmandujem in Raxaulom (na meji z Indijo). Ustanovljene so bile organizacije za spodbujanje te dejavnosti, med njimi Razvojni odbor za turizem, Oddelek za turizem in oddelek za civilno letalstvo. Poleg tega je Nepal postal član več mednarodnih turističnih društev. Vzpostavitev diplomatskih odnosov z drugimi narodi je še bolj poudarila to dejavnost. Hotelska industrija, potovalne agencije, usposabljanje turističnih vodnikov in ciljno usmerjene promocijske kampanje so glavni razlogi za izredno rast te industrije v Nepalu in posebej v Katmanduju. 
Od takrat se je turizem v Nepalu tako razmahnil, da ga včasih imenujejo »tretja religija« Nepala. Turizem je glavni vir dohodka za večino ljudi v mestu, z več sto tisoč obiskovalci letno. Hindujski in budistični romarji iz vsega sveta obiskujejo verske objekte, kot so Tempelj Pašupatinat, Swayambhunath, Boudhanath in tempelj Budhanilkantha. Iz pičlih 6179 turistov leta 1961-62 je številka poskočila na 491.504 v obdobju 1999-2000. Po koncu maoističnih napadov v letu 2009, je nastal pomemben porast 509.956 prihodov turistov. Visoko raven turizma gre pripisati naravni veličini Himalaje in bogati kulturni dediščini države.
Soseska Thamel je primarni "potovalni geto", poln gostišč, restavracij, trgovin in knjigarn, ki skrbijo za turiste. Druga soseska, ki ji narašča priljubljenost je Jhamel. Jhochhen Tol je znan tudi kot Freak Street, je postala priljubljena pri hipijih v 1960 in 1970 in je še vedno priljubljena alternativa Thamel. Asan je bazar in slavnostni trg na stari trgovski poti proti Tibetu in ponuja lep primer tradicionalne soseske.
Katmandu se ponaša z več hoteli s petimi zvezdicami kot Hyatt Regency Hotel Yak & Yeti, Everest Hotel, Hotel Radisson Hotel De L'Annapurna, Malla Hotel Shangri-La Hotel (ki ga ne upravlja Hotel Group Shangri-La) in Shanker Hotel. Obstaja več hotelov s štirimi zvezdicami, kot so Hotel Vaishali Hotel Narayani, Blue Star in Grand Hotel. Garden Hotel, Hotel Ambassador, in Aloha Inn so med hoteli s tremi zvezdicami. Hoteli, kot Hyatt Regency, De L'Annapurna in Hotel Yak & Yeti imajo tudi igralnice. 

## Arhitektura in znamenitosti
Starodavna trgovska pot med Indijo in Tibetom, ki je šla skozi Katmandu je omogočila zlitje umetniških in arhitekturnih tradicij iz drugih kultur z lokalnimi umetnosti in arhitekturo. Spomeniki v mestu Katmandu so skozi stoletja pod vplivom hindujske in budistične religije. Arhitekturni zaklad v dolini Katmanduja je kategoriziran v zelo znanih sedem skupin spomenikov in stavb kulturne dediščine. Leta 2006 je UNESCO razglasil teh sedem skupin spomenikov med svetovno kulturno dediščino (WHS). Sedem spomeniških con pokriva površino 188.95 hektarjev, z varovalnim pasom, ki se razteza na 239.34 hektarov. Sedem spomeniških con (MZS), ki so bile vpisane prvič leta 1979 in z manjšimi spremembami v letu 2006 so: Katmandujski kraljevi trg s palačo Hanuman Dhoka, Patanski kraljevi trg in Bhaktapurski kraljevi trg, hindujski tempelj Pašupatinat in tempelj Čangu Narajan, budistične stupa Svajambu in stupa Boudhanath.
- Katmandujski kraljevi trg, bog pravice
- Kraljeva palača 55 oken
- Boudhanath
- Tempelj Svajambu

### Katmandujski kraljevi trg
Dobesedni pomen durbar je 'kraljevi trg'. V katmandujski dolini so trije ohranjeni kraljevi trgi, eden je tudi v Kirtipurju. Trg v Katmanduju je v starem delu mesta in ima stavbe kulturne dediščine, ki predstavljajo štiri kraljestva (Kantipur, Lalitpur, Bhaktapur, Kirtipur); zgodnje rodbine Licchavi. Kompleks ima 50 templjev in je razdeljen na dva kvadratna trga. Zunanji kvadrant ima tempelj Kasthamandap, palačo Kumari Għar in tempelj Šiva-Parvati, notranji kvadrant je Hanuman Dhoka. Trgi so bili hudo poškodovani v potresu aprila 2015.
Palača Hanuman Dhoka je kompleks objektov s kraljevo palačo kraljev Malla in dinastije Shah. Obsega več kot 5 hektarjev. Vzhodni trakt, z desetimi dvorišči, je najstarejši del, datira do sredine 16. stoletja. Razširil ga je kralj Pratap Malla v 17. stoletju s številnimi templji. Kraljeva družina je živela v tej palači do leta 1886, ko so se preselili v palačo Narajanhiti. Kamnit napis zunaj je v petnajstih jezikih. 
Kumari Ghar je palača v središču mesta Katmandu, poleg Kraljevega trga, kjer so prebivale izbrane Kumari. Kumari oziroma Kumari Devi, je tradicija čaščenja mladega deviškega dekleta kot manifestacija božanske ženske energije ali devi v državah Južne Azije. V Nepalu je izbirni postopek zelo strog. Za Kumari verjamejo, da je telesna inkarnacija boginje Taleju (v nepalščina ime za Durga), dokler nima menstruacije, po kateri verjamejo, da je boginja zapustila njeno telo. Huda bolezen ali velika izguba krvi zaradi poškodb je tudi vzroki za to, da izgubi status. Sedanja Kumari, Trišna Šakja, je bila določena v oktobru 2017.
Kasthamandap je trinadstropni tempelj s podobo Gorakhnatha. Zgrajen je bil v 16. stoletju v slogu pagode. Ime Katmandu je derivat besede Kasthamandap. Zgrajen je bil pod vladavino kralja Laxmi Narsingha Malla. Kasthamandap stoji na križišču dveh starodavnih trgovskih poti, ki povezujejo Indijo in Tibet na Trgu Maru. Prvotno je bil zgrajen kot hiša za počitek potnikov.

### Tempelj Pašupatinat
Tempelj Pašupatinat je znan hindujski tempelj posvečen bogu Šivi (Pašupati) iz 5. stoletja. Stoji na bregovih reke Bagmati v vzhodnem delu Katmanduja in je najstarejši hindujski tempelj v Katmanduju.  Služil je kot sedež nacionalnega božanstva, boga Pašupatinata, dokler ni bil Nepal sekulariziran. Znaten del templja so uničili mogulski vsiljivci v 14. stoletju in malo ali nič ni ostalo od prvotnega iz 5. stoletja. Tempelj kot je danes, je bil zgrajen v 19. stoletju, čeprav sta podobi bika in črna štiriglava podoba Pašupatija stari vsaj 300 let. Tempelj je na Unescovem seznamu svetovne dediščine. Šivaratri ali noč boga Šive je najpomembnejši praznik, ki poteka tukaj in privablja množice privržencev in sadhujev (svetih mož).
Vstop v tempelj Pašupatinat je dovoljen le vernikom (večinoma hindujcem), obiskovalcem je dovoljen ogled templja le čez reko Bagmati. Duhovniki, ki opravljajo obrede v tem templju so bili brahmani iz Karnataka, Južna Indija, vse od časa kralja Yaksha Malla. Za to tradicijo verjamejo, da se je začela na zahtevo Adi Šankaracharja, ki zahteval, poenotenje držav Bharatam (Združena Indija) s spodbujanjem kulturne izmenjave. Ta postopek se uporablja tudi v drugih templjih po Indiji, ki so bili posvečeni Adi Šankaracharji.
Tempelj je zgrajen v slogu pagode, s kubično konstrukcijo, izrezljanimi lesenimi trami (tundal), na katerih je zgrajen in dvoetažno streho narejene iz bakra in zlata.

### Boudhanath
Boudhanath, (tudi Bouddhanath, Bodhnath, Baudhanath ali Khāsa Chaitya) je eno najbolj svetih budističnih mest v Nepalu, skupaj z Swayambhujem. Je zelo priljubljena turistična točka. Boudhanath je znan kot Khāsti v nevarščini in kot Bauda ali Bodhnāth v nepalščini. Leži približno 11 km iz centra in v severovzhodnem delu Katmanduja. Na masivni mandali je ena izmed največjih sferičnih stup v Nepalu.  Boudhanath je na Unescov seznamu svetovne dediščine od leta 1979.
Osnova stupe ima 108 majhnih upodobitev Dhyani Buda Amitabha. Obdana je z zidom s 147 nišami, vsaka s štirimi ali petimi molitvenimi kolesi z vtisnjeno mantro om mani padme hum.  Na severnem vhodu, kjer morajo obiskovalci vstopiti v tišini, je svetišče posvečeno Ajimi, boginji črnih koz. Vsako leto stupa privablja številne tibetanske budistične romarje, ki opravljajo prostracije v notranji spodnji komori, se sprehodijo okoli stupe z molilnimi mlinčki, pojejo in molijo. Mnoge molilne zastavice se dvigajo z vrha stupe navzdol do oboda kompleksa. Priliv mnogih tibetanskih beguncev iz Kitajske je zahteval gradnjo več kot 50 tibetanskih gomp (samostanov) okoli Boudhanatha.

### Svajambu
Stupa Svajambu je budistična stupa na vrhu griča na severozahodnem delu mesta. Je eden izmed najstarejših verskih objektov v Nepalu. Čeprav je stupa budistična, jo uporabljajo tako budisti kot hindujci. Stupa sestoji iz kupole na bazi, nad kupolo je kubična struktura z očmi Bude, ki gleda na vse štiri smeri. Obstaja pentagonalni toran (sveti prehod) nad vsako izmed štirih strani, s kipi vgraviranimi na njih. Zadaj in nad toranom obstaja trinajst segmentov. Nad vsemi stopnjami je majhen prostor nad katerim leži gajur.

## Partnerska mesta
Katmandu je pobraten z:
| - Edinburgh, Združeno kraljestvo - Eugene, Oregon, ZDA - Isfahan, Iran - Johannesburg, Južna Afrika - Kansas City, ZDA - Kjoto, Japonska - Matsumoto, Nagano, Japonska - Nikozija, Ciper | - Minsk, Belorusija - Pau, Francija - Pyongyang, Severna Koreja - Mumbai, Maharastra, Indija - Québec City, Kanada - Xi'an, Kitajska - Carigrad, Turčija |

## Kultura

### Umetnost
Dolina Katmanduja je opisana kot »ogromna zakladnica umetnosti in skulptur«, ki so narejeni iz lesa, kamna, kovine in terakote in so v obilju v templjih, svetiščih, stupah, gompah, čaitjah in palačah. Umetniški predmeti so tudi v uličnih kotičkih, pasovih, zasebnih dvoriščih in na odprtem. Večina umetnosti je v obliki bogov in boginj. Katmandujska dolina je imela ta umetniški zaklad zelo dolgo časa, vendar je dobila svetovno priznanje šele potem, ko se je leta 1950 država odprla zunanjemu svetu.
Religijska umetnost Nepala in Katmanduja v posebni ikonični simboliki Boginje matere, kot so: Bhavani, Durga, Gaja-Lakšmi, Hariti-Sitala, Mahsišamardini, Saptamatrika (sedem bogov mater) in Sri-Lakšmi (boginja bogastva). Od 3. stoletja pr. n. št., razen hindujskih bogov in boginj, so budistični spomeniki iz obdobja Ašokan (rečeno je, da je Ašoka obiskal Nepal leta 250 pr. n. št.) krasili Nepal na splošno in še posebej dolino. Te umetniške in arhitekturne zgradbe obsegajo tri glavna obdobja evolucije: Licčavi ali klasično obdobje (od leta 500 do 900), postklasično obdobje (1000 do 1400), z močnim vplivom umetnosti Palla; obdobje Malla (1400 dalje), ki je pokazalo izrazito tantrične vplive skupaj z umetnostjo tibetanske demonologije.
Široka tipologija je bila pripisana dekorativnemu oblikovanju in rezbarstvu, ki so ga ustvarili prebivalci Nepala. Ti umetniki so ohranili mešanico hinduizma in budizma. Tipologija, ki temelji na vrsti uporabljenega materiala je: kamnita umetnost, kovinska umetnost, umetnost lesa, umetnost terakota in slikarstvo.

### Muzeji
Katmandu je sedež številnih muzejev in umetniških galerij, vključno z Narodnim muzejem Nepala in Prirodoslovnim muzejem Nepala. Nepalska umetnost in arhitektura je združitev dveh starodavnih religij, hinduizma in budizma. To so najlepši templji, svetišča, stupe, samostani in palače v sedmih dobro opredeljenih conah Katmandujske doline, ki so del Unescove svetovne dediščine. Ta združitev se odraža tudi v načrtovanju in razstavljanju muzejev in umetniških galerij po Katmanduju in njegovih sestrskih mestih Patan in Bhaktapur. Muzeji prikazujejo edinstvene predmete in slike od 5. stoletja do danes, vključno z arheološkimi najdbami.
Muzeji in galerije so: 
- Narodni muzej
- Prirodoslovni muzej
- Kompleks palače Hanuman Dhoka
- Knjižnica Kaiser
- Narodna galerija
- NEF-ART (Nepalska galerija likovnih umetnosti)
- Galerija umetniškega sveta Nepala
- Muzej palače Narajanhiti
- Muzej Taragaon

## Kuhinja
Glavno živilo večine ljudi v Katmanduju je dal bhat. Ta jed iz riža in juhe iz leče, po navadi postrežena z zelenjavnim karijem, aharjem in včasih čatnijem. Momo, vrsta nepalske različice tibetanskega cmoka, se je pojavil v Nepalu s številnimi uličnimi prodajalci in restavracijami, ki ga prodajajo. Je ena izmed najbolj priljubljenih fast foodov v Katmanduju. V Katmanduju so znane različne različice nepalskega momo, vključno z bivoljim, piščančjim in vegetarijanskim.
Večina kuhinj v Katmanduju ni vegetarijanska. Vendar pa praksa vegetarijanstva ni neobičajna, vegetarijanske kuhinje pa lahko najdemo po vsem mestu. Poraba govejega mesa je zelo redka in v mnogih krajih velja za tabu. Meso vodnega bivola je zelo pogosto. V Katmanduju je močna tradicija porabe bivoljega mesa zlasti med Newarci, ki ga ni mogoče najti v drugih delih Nepala. Poraba svinjine je veljala za tabu do pred samo nekaj desetletji. Zaradi mešanja s kiratsko kulinariko iz vzhodnega Nepala je svinjina našla mesto v jedeh v Katmanduju. Obrobno prebivalstvo hindujcev in muslimanov meni, da je to tabu. Muslimani prepovedujejo uživanje hrane skladno s koranom, medtem ko hindujci jedo vse vrste razen kravjega mesa, ker menijo, da je boginja in simbol čistosti. Glavni zajtrk za domačine in obiskovalce je predvsem momo ali čovmein.
Leta 1955 je Katmandu imel samo eno restavracijo v zahodnem slogu. Veliko drugih restavracij je ponujlo nepalsko, tibetansko, zlasti kitajsko in indijsko kuhinjo za potrebe domačinov, priseljencev in turistov. Rast turizma v Katmanduju je omogočila kulinarično ustvarjalnost in razvoj ponudbe za turiste, ki iščejo ameriški chop suey, ki je sladko-kisel s hrustljavimi rezanci in pečenim jajcem, kot različica tradicionalne kuhinje. Kontinentalne jedi lahko najdemo na izbranih mestih. Nedavno sta se odprla Pizza Hut in KFC, prisotna je tudi sladoledna franšiza Baskin-Robbins.
Katmandu ima večji delež pivcev čaja kot pivcev kave. Čaj se pogosto uporablja, vendar je po zahodnih standardih zelo šibek. Bogatejši je in vsebuje čajne liste, kuhane z mlekom, sladkorjem in začimbami. Alkohol se pogosto uporablja in obstajajo številne lokalne variante alkoholnih pijač. Pitje in vožnja sta nezakonita in imajo politiko nične tolerance . Ailaa in thwon (alkohol, narejen iz riža) so alkoholne pijače v Katmanduju, ki jih najdemo v vseh lokalnih bhattih (restavracijah, ki služijo alkoholu). Chhyaang, tongba (fermentirano proso ali ječmen) in rakshi so alkoholne pijače iz drugih delov Nepala, ki jih najdemo v Katmanduju. Vendar pa trgovine in bari v Katmanduju pogosto prodajajo zahodno in nepalsko pivo.